# Beca Primera Dama de la Nación
La Beca Primera Dama de la Nación, Beca Zonas Extremas o Beca de Integración Territorial, es un programa de becas que entrega el Estado de Chile, a través de la Junta Nacional de Auxilio Escolar y Becas (JUNAEB), a los estudiantes chilenos de escasos recursos económicos, residentes en las provincias de Coyhaique, Aysén, General Carrera, Capitán Prat, Isla de Pascua, Palena, Última Esperanza, Magallanes, Provincia de Tierra del Fuego, y de la Antártica Chilena, y en la comuna de Juan Fernández, que busca contribuir a que continúen estudios en establecimientos educacionales reconocidos por el Estado, de educación superior, de media técnico-profesional, de educación especial o diferencial, como también en Institutos y Centros Formadores de Personal de las Fuerzas Armadas, de Orden y Seguridad Pública, siempre y cuando en las localidades de residencia de los estudiantes no existan los niveles, modalidades y especialidades educacionales mencionadas.
La beca consiste en asignaciones mensuales de libre disposición no superior a 1,87 UTM, por estudiante, por un máximo de diez meses al año, y en una asignación anual, por estudiante, según el lugar de residencia, de entre 3,73 UTM a 18,65 UTM.
El programa fue creado por el artículo 56 de la ley 18681, y actualmente está regulado por el decreto supremo nº 68, de 1988, del Ministerio de Educación, el cual dispone que las becas referidas se concederán bajo la denominación "Becas Primera Dama de la Nación".